# Sojamjölk

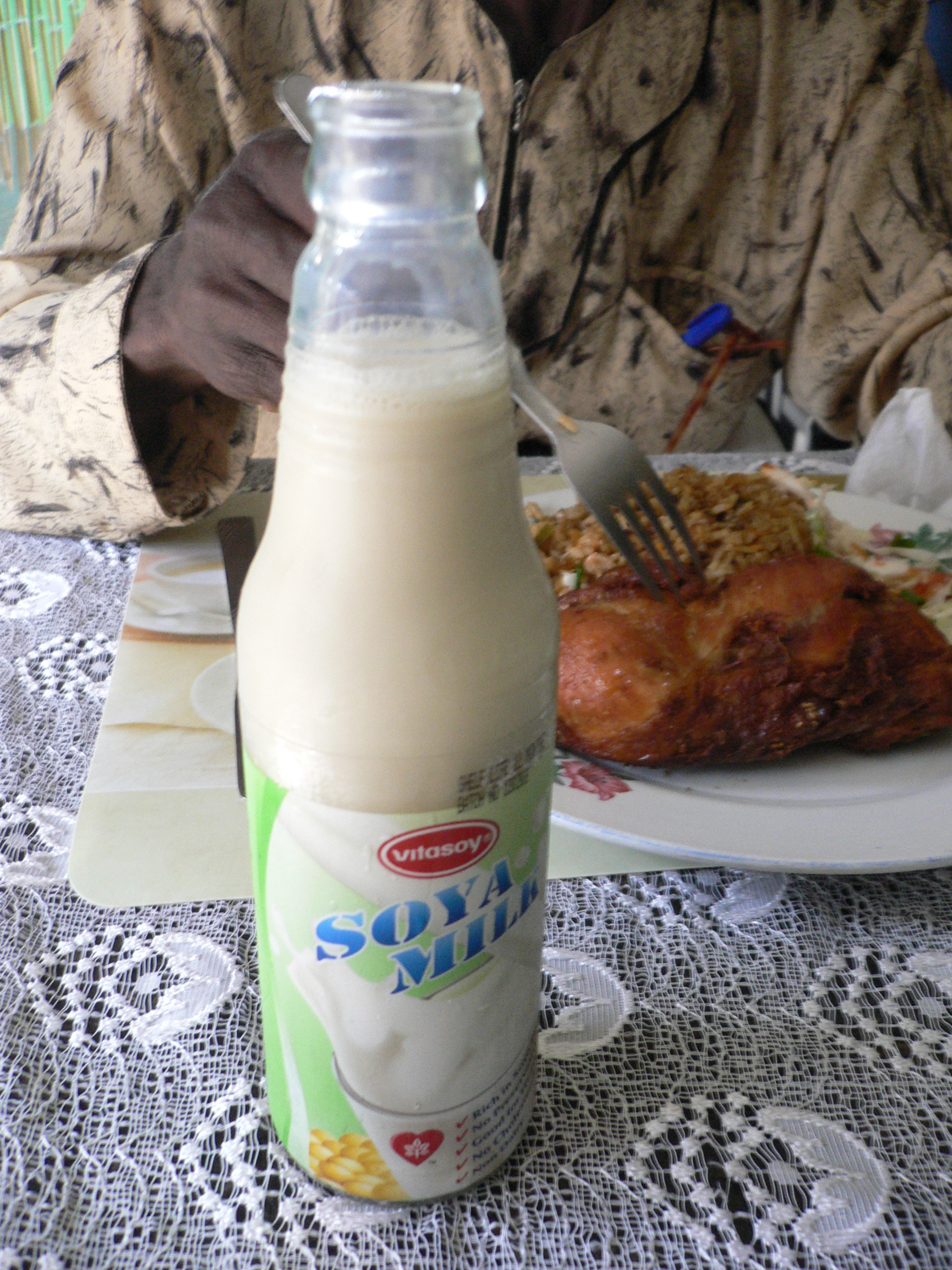
Sojamjölk i Ghana.

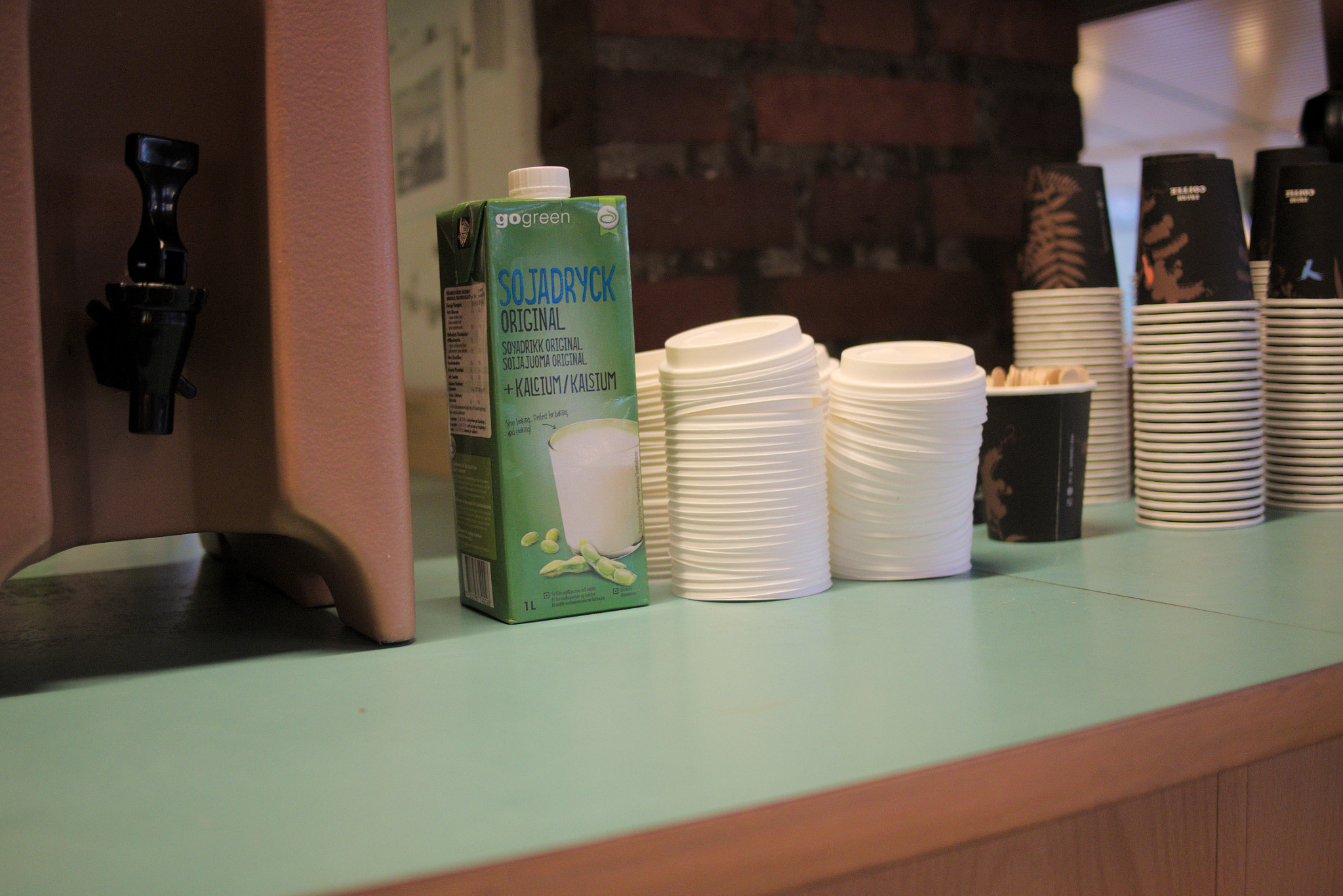
Sojadryck i Sverige.

Sojamjölk, sojabönsmjölk eller sojadryck är en mjölkliknande produkt framställd av sojabönor genom blötläggning, malning och kokning i vatten. Sojamjölk kan göras hemma med traditionella köksredskap eller med en sojamjölksmaskin. Sojamjölk används också för att framställa flera andra sojaprodukter, t.ex. sojaost och tofu.

## Ursprung
Det äldsta beviset på sojamjölksproduktionen var från Kina där användningen av sojamjölk är inristade på en stenhäll daterad omkring år 25-220. Bevis på sojamjölk är sällsynt före 20-talet och utbredd användning innan dess är osannolikt.
Enligt en populär tradition i Kina, utvecklades sojamjölk av den kinesiska prinsen Liu An för medicinska ändamål, men det finns inga historiska bevis för denna legend. Liu An anses vara den som först framställde sojamjölk under Handynastin. Denna legend började först på 1200-talet och var inte tydligt förrän sent på 1400-talet i Bencao Gangmu, där Li hänfördes till utvecklingen av tofu, men det nämns inte sojamjölk. Författare i Asien tillskrev dessutom utvecklingen av sojamjölk till Liu An, och antog att han inte kunde ha gjort tofu utan att ha gjort sojamjölk. Men det är också troligt att Liu An felaktigt har tillskrivits utvecklingen av tofu av författare efter sin tid. Hur som helst, den senaste tidens författare hänför att Liu An utvecklade tofu år 164 f.Kr.

## Förekomst
Sojamjölk hör till basköket i Östasien och är i väst populär bland vegetarianer, laktosintoleranta, mjölkallergiker och veganer. Sojabönan och senare även sojamjölken spred sig senare till Japan.
Saltad sojamjölk är utbredd i Kina. Drycken är mycket populär i hökarkultur i Malaysia. I Malaysia är sojamjölken oftast smaksatt med antingen vitt eller brunt sockersirap. Konsumenten har även möjlighet att lägga gräsgelé, känd som "cincau" (i det malajiska språket), i drycken. Säljare av sojamjölk i Penang brukar också erbjuda tofu, en tillhörande vaniljsåsliknande dessert, kända av lokalbefolkningen som tau hua som är smaksatt med samma sockerlag som sojamjölk.
Drycken börjar långsamt bli populär i Indien också. Soja infördes ursprungligen av Mahatma Gandhi år 1935. Numera säljs det också i Tetrapaks av olika märken, som Staeta.
I väst har sojamjölk blivit ett populärt alternativ till komjölk. Sojamjölk är vanligt förekommande med vanilj- och chokladsmaker samt dess ursprungliga form utan smak. I vissa västländer där veganism har gjort inbrytningar, är sojamjölken tillgänglig på begäran på caféer som en komjölksersättning.

## Näringsinnehåll
Ren sojamjölk är osötad även om vissa sojamjölksprodukter är sötade med den grundläggande disackariden sackaros, som bryts ned till glukos och fruktos. Sojamjölk innehåller kalcium bunden till bönans kärna, vilket försvårar näringsupptaget för människor. För att motverka detta berikar tillverkare sina produkter med kalciumkarbonat. Till skillnad från komjölk, innehåller sojamjölk ytterst små mängder mättat fett och inget kolesterol.
| Per 100g/ca 1 dl | Sojadryck | Bröstmjölk (4,6%) | Standard(ko)mjölk (3%) | Lätt(ko)mjölk (0,5%) (AD-vitamin berikad) |
| ---------------- | --------- | ----------------- | ---------------------- | ----------------------------------------- |
| Kalorier (kcal)  | 60        | 75                | 60                     | 39                                        |
| Protein (g)      | 2,5       | 1,3               | 3,4                    | 3,5                                       |
| Fett (g)         | 1,5       | 4,6               | 3,0                    | 0,5                                       |
| Kolhydrat (g)    | 9,1       | 7,2               | 4,8                    | 5,0                                       |
| varav Laktos (g) | 0,0       | 7,2               | 4,9                    | 5,0                                       |
| Natrium (mg)     | 25        | 15                | 41                     | 42                                        |
| Järn (mg)        | 0,4       | 0,07              | 0,04                   | 0,04                                      |
| Riboflavin (mg)  | 0,02      | 0,03              | 0,14                   | 0,15                                      |
| Kalcium (mg)     | 19        | 34                | 116                    | 119                                       |

Data hämtade 2013-01-20 från SLV:s näringsdatabas.

### Hälsofördelar
Eftersom soja inte innehåller galaktos, en produkt av laktosuppdelning, kan sojabaserad modersmjölksersättning ersätta bröstmjölk hos barn med galaktosemi.
Sojamjölk innehåller lecitin och vitamin men inte kasein. Sojamjölk innehåller isoflavoner, organiska kemikalier.

### Hälsorisker
Påståenden om att soja kan påverka bentäthet och spermiernas kvalitet har inte kunnat styrkas med tillräckligt mycket forskning.[källa behövs]
En europeisk undersökning i november 2009 visar att mjölkersättning gjord på sojabönor innehåller ca 80 gånger högre halter av östrogenliknande substanser jämfört med den vanliga ersättningen. Konsekvenserna är inte klarlagda, men forskarna befarar att östrogenet ökar risken för diabetes och bröstcancer. Sojabaserad mjölkersättning ges till barn som inte kan ammas och som är allergiska mot komjölk.